# Pseudolaguvia
Pseudolaguvia es un género de peces actinopeterigios de agua dulce, distribuidos por ríos y lagos de Asia.

## Especies
Existen 21 especies reconocidas en este género:
- Pseudolaguvia assula Ng y Conway, 2013.
- Pseudolaguvia austrina Radhakrishnan, Sureshkumar y Ng, 2011.
- Pseudolaguvia ferruginea Ng, 2009.
- Pseudolaguvia ferula Ng, 2006.
- Pseudolaguvia flavida Ng, 2009.
- Pseudolaguvia foveolata Ng, 2005.
- Pseudolaguvia inornata Ng, 2005.
- Pseudolaguvia jiyaensis Tamang y Sinha, 2014.
- Pseudolaguvia kapuri (Tilak y Husain, 1975).
- Pseudolaguvia lapillicola Britz, Ali y Raghavan, 2013.
- Pseudolaguvia magna Tamang y Sinha, 2014.[4]
- Pseudolaguvia muricata Ng, 2005.
- Pseudolaguvia nubila Ng, Lalramliana, Lalronunga y Lalnuntluanga, 2013.[5]
- Pseudolaguvia permaris Vijayakrishnan, Praveenraj & Mishra, 2023.[6]
- Pseudolaguvia ribeiroi (Hora, 1921).
- Pseudolaguvia shawi (Hora, 1921).
- Pseudolaguvia spicula Ng y Lalramliana, 2010.
- Pseudolaguvia tenebricosa Britz y Ferraris, 2003.
- Pseudolaguvia tuberculata (Prashad y Mukerji, 1929).
- Pseudolaguvia virgulata Ng y Lalramliana, 2010.
- Pseudolaguvia viriosa Ng y Tamang, 2012.